# 韦尔东河畔阿蒂尼奥斯克
韦尔东河畔阿蒂尼奥斯克（法語：Artignosc-sur-Verdon，法語發音：[aʁtiɲɔsk syʁ vɛʁdɔ̃]）是法国普罗旺斯-阿尔卑斯-蓝色海岸大区瓦尔省的一个市镇，位于该省北部偏西，韦尔东河谷内，属于布里尼奥勒区。

## 地理
韦尔东河畔阿蒂尼奥斯克（43°42'11"N, 6°5'25"E）面积18.53 平方千米，位于法国普罗旺斯-阿尔卑斯-蓝色海岸大区瓦尔省，该省份为法国东南部沿海省份，北起上普罗旺斯阿尔卑斯省，西北角与沃克吕兹省接壤，西接罗讷河口省，南濒地中海，东临滨海阿尔卑斯省。
与韦尔东河畔阿蒂尼奥斯克接壤的市镇（或旧市镇、城区）包括：蒙塔尼亚克-蒙珀扎、韦尔东河畔圣洛朗、韦尔东河畔博迪纳尔、雷居斯。

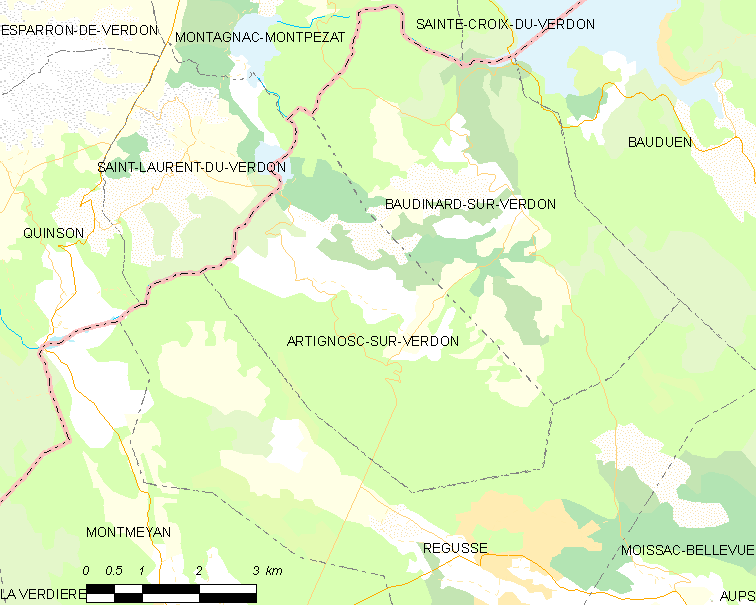
韦尔东河畔阿蒂尼奥斯克的OSM定位图

韦尔东河畔阿蒂尼奥斯克的时区为UTC+01:00、UTC+02:00（夏令时）。

## 行政
韦尔东河畔阿蒂尼奥斯克的邮政编码为83630，INSEE市镇编码为83005。

## 政治
韦尔东河畔阿蒂尼奥斯克所属的省级选区为弗拉约斯克县。

## 人口

1962-2008年间韦尔东河畔阿蒂尼奥斯克人口变化图示

韦尔东河畔阿蒂尼奥斯克于2022年1月1日时的人口数量为278人。